# Lejops mexicanus
Lejops mexicanus är en tvåvingeart som först beskrevs av Macquart 1842.  Lejops mexicanus ingår i släktet sävblomflugor, och familjen blomflugor. Inga underarter finns listade i Catalogue of Life.